# Mesrop Masjtots

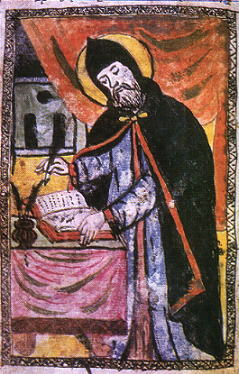
Mesrop Masjtots

Mesrop Masjtots (armeniska: Մեսրոպ Մաշտոց), född  330 i Hassik i Taron i Armenien (dåvarande persiska riket), död 17 februari 444, var en armenisk munk, teolog och språkvetare. 
Mesrop Masjtots har kanoniserats av den armeniska kyrkan. Han är mest känd för att, tillsammans med patriark Isak den store, ha konstruerat det armeniska alfabetet år 405. 
Mesrop räknas som skaparen av det armeniska alfabetet, som på ett beundransvärt sätt återger det armeniska ljudsystemet (ett något äldre, för övrigt okänt försök till armenisk skrift av Daniel, biskop av Arzon, torde i viss mån ha tjänat Mesrop till ledning). Först därigenom var uppkomsten av en armenisk litteratur möjliggjord, och grunden till en sådan lade Mesrop själv, kraftigt understödd av den armeniska kyrkans dåvarande överhuvud, katholikos Isak den store, genom en planmässigt bedriven översättning från grekiska till armeniska; främst skänkte han sina landsmän den heliga skrift och en liturgi på modersmålet.
Mesrop Masjtots är begravd i Osjakan, en by som ligger åtta kilometer sydväst om Asjtarak.